# Flugplatz Zell-Haidberg

i7
i11
i13
Der Sonderlandeplatz Zell-Haidberg (ICAO-Code: EDNZ) ist der Flugplatz der oberfränkischen Gemeinde Zell im Fichtelgebirge. Er wird von der Luftsportgruppe Münchberg e. V. betrieben.

## Geografie
Der Flugplatz liegt anderthalb Kilometer westlich des Marktes Zell im Flurstück Die untere Haid auf einer 579 m ü. NN hoch gelegenen Hochfläche des nördlichen Haidberges (693 m). Zwei Kilometer östlich fließt die „Sächsische“ Saale. Knapp 30 km östlich verläuft die Staatsgrenze zu Tschechien.

## Geschichte
Die Fliegerei wird in Zell-Haidberg seit 1951 betrieben, wobei zu Anfangs die Gelände benachbarter Vereine mit genutzt wurden. Ende der 1950er Jahre wurde das heutige Gelände bezogen und seither kontinuierlich zum Flugplatz ausgebaut. Die Graspiste bekam 1985 einen Asphaltstreifen.

## Flugplatz und Ausstattung
Der Flugplatz ist ein Sonderlandeplatz für Luftfahrzeuge aller Art bis 2000 kg Höchstabfluggewicht (MTOW) und hat keine geregelten Betriebszeiten. Der Betreiber ist die Luftsportgruppe Münchberg e. V. Eine Landung ist nur nach vorheriger Anmeldung möglich (PPR). Der Platz führt den ICAO-Code EDNZ. 
Es bestehen ein Wirtschaftsgebäude mit ebenerdigem Leitstand (Frequenz 132,830 MHz), ein Hangar und ein Vereinsheim. Für Segelflugzeuge gibt es eine Windenstarteinrichtung und auch ein Schleppflugzeug ist vorhanden.

## Zwischenfälle
- Am 18. Oktober 2003 sackte eine Schleicher ASK 21 bei der Landung durch und kam hart auf, wobei der Flugzeugrumpf abbrach. Die Maschine wurde schwer beschädigt, der Pilot blieb unverletzt.[3]:3

## Verkehr
Eine Gemeinde- und Kreisstraße erschließt den Flugplatz zu der westlich verlaufenden Bundesstraße 2 hin, zu der in Münchberg eine Auffahrtsmöglichkeit besteht. Der ÖPNV bedient den Flugplatz nicht direkt. In Münchberg besteht eine Zustiegsmöglichkeit zu der Bahnstrecke Bamberg–Hof.